# Rolf Paulsen
Rolf Paulsen (* 23. August 1934 in Oslo) ist ein ehemaliger norwegischer Radrennfahrer und nationaler Meister im Radsport.

## Sportliche Laufbahn
Paulsen gewann 1961 im Mannschaftszeitfahren gemeinsam mit Jan Bakke, Jon Erikson und Arne Nicolaisen den nationalen Titel. 1964 war er erneut erfolgreich, mit ihm wurden Thorleif Andresen, Jon Erikson und Ørnulf Eriksen Meister. 1965 verteidigte dieser Vierer den Titel erfolgreich. 1959 gewann er den Titel in der Mannschaftswertung des Straßenrennens mit Jan Bakke und Per Ødegaard. Paulsen startete für den Verein Sagene SK.
Er startete dreimal in der Internationalen Friedensfahrt. 1955 wurde er 75., 1962 78. der Gesamtwertung. 1956 war er ausgeschieden.